# Музей общественного транспорта (Будапешт)
Музей общественного транспорта Будапешта (венг. Városi Tömegközlekedési Múzeum) — технический музей, расположенный в городе Сентендре неподалёку от Будапешта. Музей посвящён истории общественного транспорта Будапешта и других городов Венгрии.
Музей был создан будапештской компанией-оператором общественного транспорта Budapesti Közlekedési Zrt и открылся для посетителей 14 июля 1992 года. Расположен в реконструированном старом депо пригородной железной дороги HÉV, линия которой связывает Сентендре с Будапештом. 
В пяти залах и на открытой площадке музея размещены примерно шестьдесят исторических транспортных средств (в том числе трамваи, троллейбус ЗиУ-5, поезд пригородной железной дороги HÉV), а также коллекции билетов, масштабных моделей и т.п.